# 아델라인: 멈춰진 시간
《아델라인: 멈춰진 시간》(영어: The Age of Adaline)은 2015년 공개된 미국의 로맨틱 판타지 영화이다. 리 톨런드 크리거가 연출하고, J. 밀스 구들로와 샐버도어 패스코위츠가 공동 각본을 썼다. 블레이크 라이블리가 29살 때 사고를 당하면서 노화가 멈춰버린 제목의 주인공을 맡고, 미힐 하위스만, 해리슨 포드, 캐시 베이커, 어맨다 크루, 엘런 버스틴 등이 출연하였다.

## 줄거리
1908년에 태어난 애덜라인 보먼은 1929년 결혼해 1932년 딸 플레밍을 낳는다. 1937년 남편이 금문교 공사 중 사망하고 10개월 후 애덜라인은 소노마군 눈길 속을 달리다가 차가 미끄러져 차가운 저수지에 빠져 사망한다. 그러나 애덜라인은 번개를 맞고 소생하고, 그 뒤로 나이를 먹지 않는다.
1953년 이제 45살이 됐으나 29살로 보이는 애덜라인은 교통위반으로 적발된다. 경찰관은 애덜라인이 제출한 신분증을 모조품으로 여겨 압수한다. 이어 두 FBI 요원이 연구를 위해 납치를 시도하자 애덜라인은 신분을 바꿔가며 도주의 삶을 살기 시작한다.
2015년 제니퍼로 살던 애덜라인은 자선가 엘리스를 만나 사랑에 빠진다. 엘리스 부모님 결혼 40주년 파티에 초대받은 애덜라인은 엘리스 아버지가 자신이 한때 사랑했던 윌리엄이라는 걸 알고 충격을 받는다. 윌리엄 역시 자신을 알아보자 애덜라인은 자신이 애덜라인의 딸이며 애덜라인은 죽었다고 둘러댄다. 하지만 윌리엄의 집요한 추궁에 결국 인정하고 엘리스 앞으로 편지를 남기고 떠난다.
집으로 돌아가던 애덜라인은 트럭에 치여 저체온증으로 심장이 멈춘다. 그러나 응급 구조 요원이 제세동기로 애덜라인을 되살려내고, 이때 받은 충격으로 노화가 다시 시작된다. 애덜라인은 노화의 증거인 하얗게 센 머리카락 한 가닥을 발견하고, 앞으로 엘리스와 함께 늙어갈 수 있다는 사실을 기뻐한다.

## 출연
- 블레이크 라이블리 - 애덜라인 마리 보먼 / 제니퍼 "제니" 라슨 / 수전 플라이셔 역
- 미힐 하위스만 - 엘리스 존스 역
- 해리슨 포드 - 윌리엄 존스 역
- 린다 보이드 - 레이건 역
- 엘런 버스틴 - 플레밍 프레스콧 역
- 캐시 베이커 - 캐시 존스 역
- 어맨다 크루 - 키키 존스 역
- 앤서니 인그루버 - 젊은 윌리엄 존스 역
- 리처드 하먼 - 토니 역
- 안잘리 제이 - 코라 역
- 히로 가나가와 - 케네스 역
- 크리스 윌리엄 마틴 - 데일 대븐포트 역
- 피터 J. 그레이 - 클래런스 제임스 프레스콧 역
- 풀비오 세서레이 - 택시 기사 역
- 레인 에드워즈 - 수의사 역
- 휴 로스 - 해설
- 마크 가니메이
- 서지 후드

## 기타 제작진
- 세트: 섀넌 고틀리브
- 의상: 앵거스 스트래시